# ГЕС Бартлетс-Феррі
ГЕС Бартлетс-Феррі — гідроелектростанція на межі штатів Алабама та Джорджія (Сполучені Штати Америки). Знаходячись між малою ГЕС Ріверв'ю (0,5 МВт, вище по течії) та ГЕС Гоат-Рок (38,6 МВт), входить до складу каскаду на річці Чаттахучі, правій твірній Апалачіколи (дренує південне завершення Аппалачів та впадає до лиману Апалачікола на узбережжі Мексиканської затоки). Можливо також відзначити, що вище від зазначеної ГЕС Ріверв'ю та ще однієї малої ГЕС Лангдейл (1 МВт) розташована попередня велика станція каскаду ГЕС Вест-Пойнт.
У межах проекту річку перекрили комбінованою бетонною/земляною греблею висотою від 29 метрів та загальною довжиною 308 метрів (в тому числі бетонна ділянка довжиною 221 метр, котра потребувала 138 тис. м3 матеріалу). Вона утримує витягнуте по долині Чаттахучі на 13 км водосховище з площею поверхні 23,7 км2 та об'ємом 226 млн м3, в якому припустиме коливання рівня у операційному режимі між позначками 155 та 159 метрів НРМ. Через чотири водоводи діаметром по 4,6 метра ресурс подається на чотири турбіни типу Френсіс — три потужністю по 15 МВт (введені в експлуатацію у 1926—1928 роках) та одну з показником у 20 МВт (додана в 1951 році).
У 1985-му ліворуч від першої греблі облаштували підвідний канал довжиною 0,2 км, обмежений земляною греблею висотою 38 метрів та довжиною 279 метрів. Розташований біля неї другий машинний зал обладнали двома турбінами типу Френсіс потужністю по 54 МВт.
Разом обидві черги станції забезпечують виробництво 396 млн кВт-год електроенергії на рік.